# Schuby
Schuby (pronuncia xubü, en danès Skovby) és un municipi de l'amt Arensharde del districte de Slesvig-Flensburg al nord d'Alemanya. És principalment un poble residencial.
El primer esment escrit Scuibu data del 1196. El nom, d'origen danès, significa poble al bosc. S'hi han trobat restes d'assentaments del Neolític i l'època del bronze. Situat a l'antiga ruta comercial de l'Ossenweg, s'hi han excavat restes de 36 cases d'un poble dels vikings. El municipi es va crear el 1873, durant la reforma administrativa prussiana, uns anys després de la Guerra dels Ducats a la fi de la qual Prússia va annexionar Slesvig-Holstein.
Es troba a la cruïlla de l'autopista A7 amb la carretera B201. El 25 de març de 2018 la policia alemanya, informada pels serveis secrets de l'estat espanyol, hi va detenir el president de la Generalitat, Carles Puigdemont a una àrea de servei.